# Tommy Christensen
Tommy Anton Christensen (født 20. juli 1961) er en dansk tidligere fodboldspiller, der spillede for klubber som Elche CF i Spanien, Brøndby i Danmark og Eintracht Braunschweig i Tyskland. Han spillede desuden en kamp for Danmarks fodboldlandshold.